# Дембень (Дзялдовський повіт)
Дембень (пол. Dębień) — село в Польщі, у гміні Рибно Дзялдовського повіту Вармінсько-Мазурського воєводства.
Населення — 326 осіб (2011).

## Демографія
Демографічна структура станом на 31 березня 2011 року:
|          | Загалом | Допрацездатний вік | Працездатний вік | Постпрацездатний вік |
| -------- | ------- | ------------------ | ---------------- | -------------------- |
| Чоловіки | 160     | 39                 | 107              | 14                   |
| Жінки    | 166     | 43                 | 93               | 30                   |
| Разом    | 326     | 82                 | 200              | 44                   |